# کهنه ده (کرج)
کهنه ده روستایی از توابع بخش آسارا شهرستان کرج در استان البرز ایران است.

## جمعیت
این روستا در دهستان نسا قرار دارد و براساس سرشماری مرکز آمار ایران در سال ۱۳۸۵، جمعیت آن ۱۳۱ نفر (۳۷خانوار) 
بوده‌است.

## زبان
ساکنین روستای کهنه ده به زبان تاتی سخن می‌گویند.